# Pilou
Pour les articles homonymes, voir Pilou (homonymie).

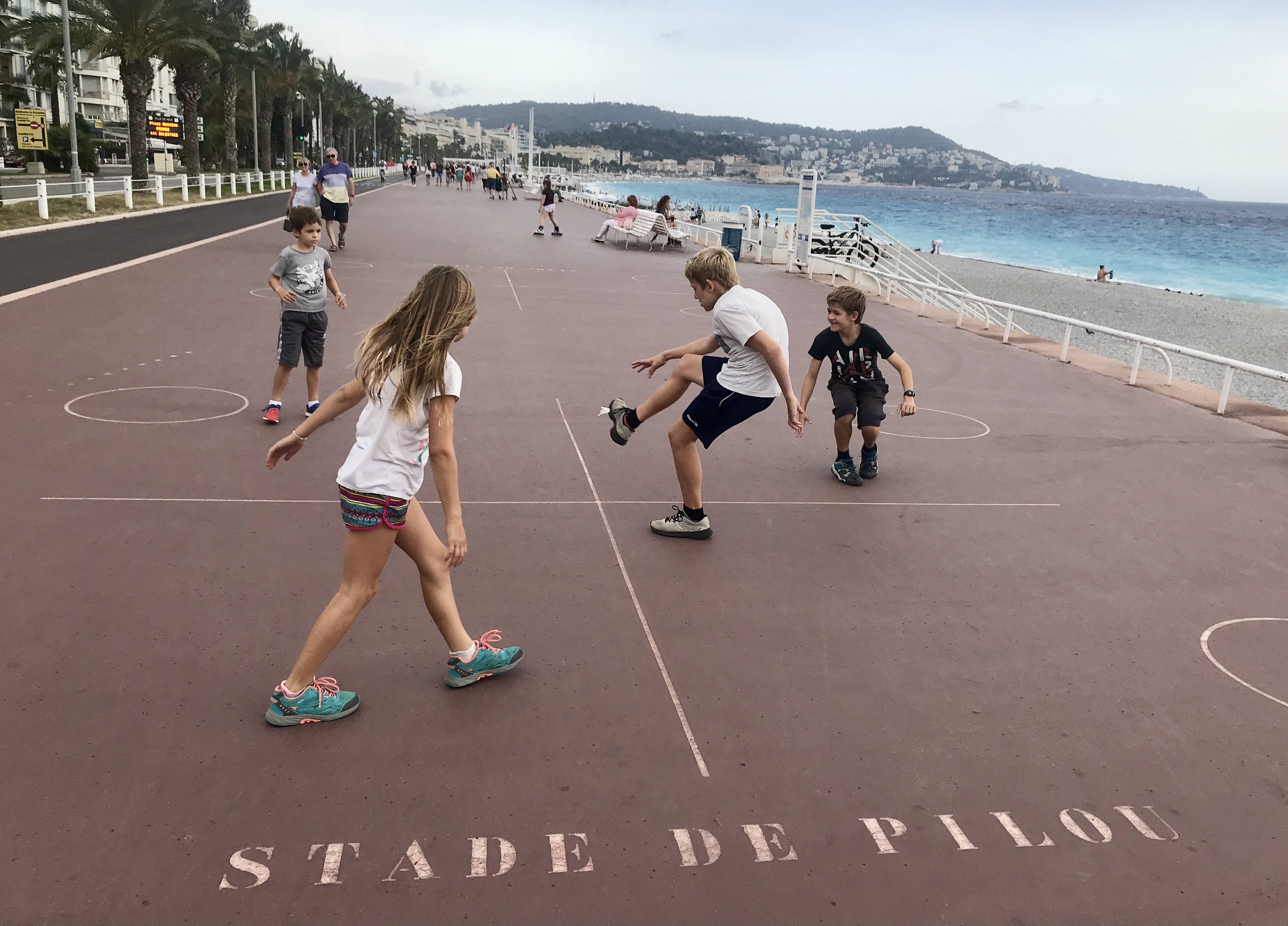
Enfants jouant au pilou sur le "stade de pilou" de la Promenade des Anglais à Nice

Le pilou est un jeu de jonglage pratiqué avec un volant.
Ce jeu est pratiqué à Nice et dans l’arrière-pays niçois, notamment dans le village de Coaraze dans lequel se tient le Championnat du monde de Pilou. De nouveaux championnats apparaissent et disparaissent régulièrement dans les différents quartiers de Nice : Saint-Roch, Valrose, Cours Saleya, Faculté de Droit, Promenade des Anglais, Fort Vauban…
L’origine du pilou est incertaine, mais sa popularité cyclique l’a fait revenir régulièrement à la mode. Le pilou a été immortalisé par Alfred Hitchcock dans le film La Main au collet (film sorti en 1955 et dont l’action se passe sur la Côte d’Azur) où l’on voit deux policiers jouer au pilou pendant une planque.

## Principe

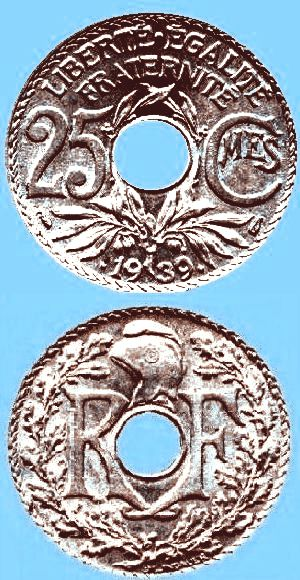
25 centimes 1939 en maillechort

Les participants doivent jongler, à la manière d’un footballeur, avec un volant, appelé « pilou ». Celui-ci est constitué d’une pièce de monnaie trouée de 25 centimes de l’entre-deux-guerres (type Lindauer) dans laquelle on coince un bout de tissu, de papier (autrefois, souvent du papier WC en feuille) ou de plastique. La rareté des pièces de monnaie trouées a entraîné l’utilisation de volants non conventionnels construits autour d'une pièce normale et d'un plastique maintenu autour.

## Terrain

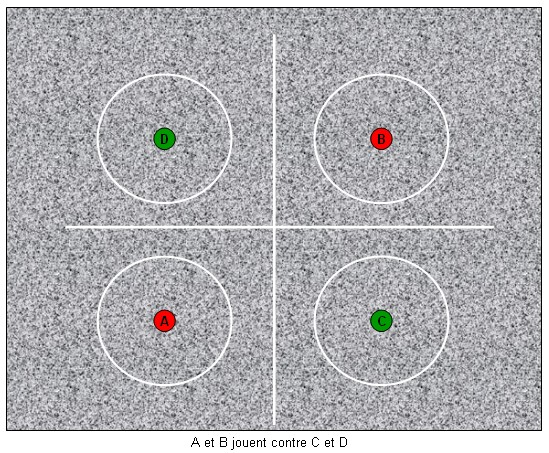
A et B jouent contre C et D.

Jeu populaire très en vogue chez les jeunes garçons, le pilou se jouait dans les cours de récréation et dans la rue, à une époque où la circulation automobile était clairsemée. Le terrain se traçait au sol, à la craie. Une grande croix dont chaque branche mesurait environ 2 mètres délimitait quatre zones dans chacune desquelles on traçait un cercle d'environ un mètre de diamètre. 

## Règles
Deux équipes de deux joueurs s'affrontent sur le terrain ainsi délimité en quelques minutes. Les équipes sont disposées en diagonale par rapport au centre de la croix. Chaque joueur défend un cercle. Un joueur engage en lançant le pilou à la main depuis son cercle à son partenaire qui le reçoit du coup de pied ou de la cuisse. Celui-ci tout en jonglant avec le pied et la cuisse (le genou en fait) doit amener le pilou vers l'un des cercles des adversaires pour l'y déposer. L'adversaire attaqué, qui doit rester dans sa zone (délimitée par les branches de la croix) lui fait obstruction et essaye de faire tomber le pilou dans son camp mais hors de son cercle pour gagner le pilou et engager à son tour. Les attaquants peuvent entrer dans la zone de l'adversaire. L'attaqué se défend seul puisque son coéquipier doit lui aussi rester dans sa zone.
Le joueur qui a le pilou peut également « shooter » vers l'un des cercles adversaires. Les « passes » entre coéquipier sont possibles.  
Le pilou peut également être constitué par un assemblage d'une trentaine de rondelles de caoutchouc découpées dans une chambre à air de vélo, puis réunies par une ficelle. Il a pris alors le nom de pitchak. Ce jeu était très prisé dans les années soixante-dix.
Des variantes asiatiques qui imitent le style du volley-ball existent aussi, les deux équipes étant séparées par un filet et devant s'échanger un volant.

### Liens
- Association Nissa Pilo